# Dactylochelifer lindbergi
Dactylochelifer lindbergi är en spindeldjursart som beskrevs av Beier 1959. Dactylochelifer lindbergi ingår i släktet Dactylochelifer och familjen tvåögonklokrypare. Inga underarter finns listade i Catalogue of Life.